# Griffe de zingueur
Pour les articles homonymes, voir Griffe.

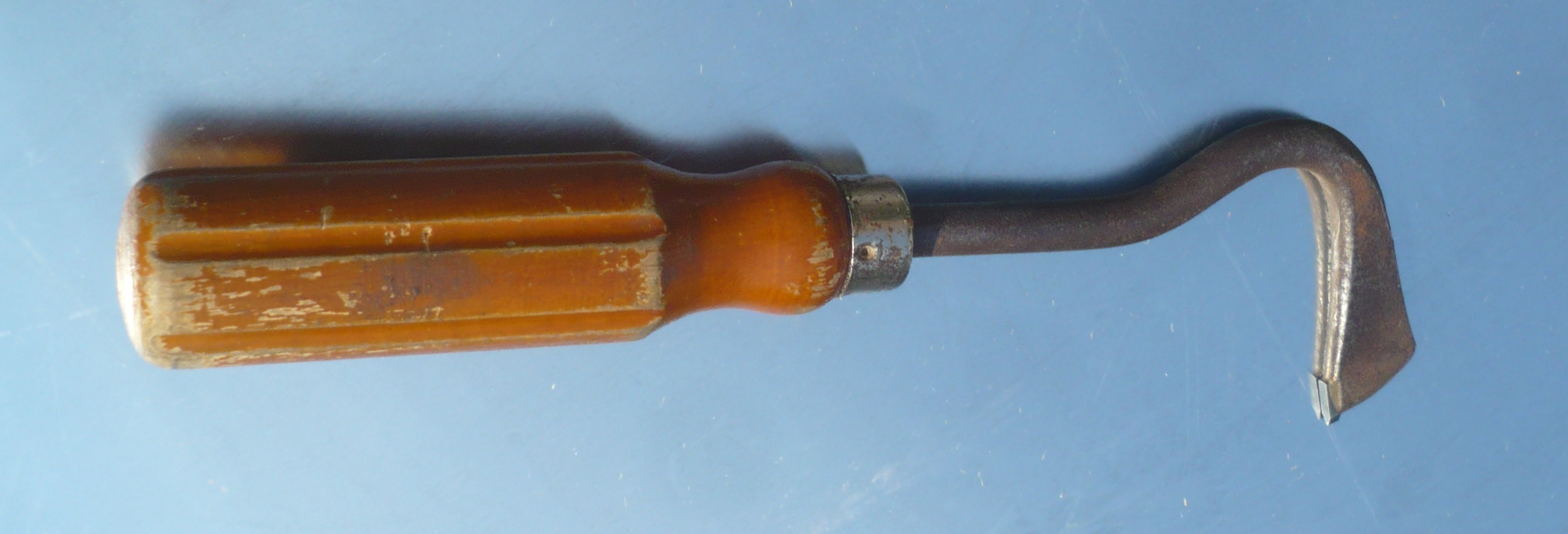
Griffe.

La griffe de zingueur est un outil manuel spécifique du couvreur-zingueur.
Il est composé d'une tige métallique recourbée, terminée par une pointe en carbure de tungstène, et est fixé sur un manche.

Il permet de marquer profondément la tôle afin d'en faciliter ensuite la rupture par des mouvements de pliage.